# Château des Douaniers
Le château des Douaniers est un château situé à Fresnes-sur-Escaut, dans le Nord, en France. 

## Histoire
Les façades et toitures du château, ainsi que, à l'intérieur, le salon et grande chambre au rez-de-chaussée avec leur décor font l'objet d'une inscription au titre des monuments historiques par arrêté du 24 décembre 1982. Le château est inscrit sur la liste des biens du bassin minier du Nord-Pas-de-Calais inscrits sur la liste du patrimoine mondial le 30 juin 2012.
En 2019, il fait partie des dix sites considérés comme menacés parmi ce patrimoine de 353 sites inscrits sur la liste du patrimoine mondial.